# Calyceraceae
Calyceraceae — родина рослин ряду айстрових. Природне поширення близько шістдесяти видів, що належать до цієї родини, обмежене південною половиною Південної Америки. Види родини нагадують як Asteraceae так і Dipsacaceae.

## Опис
Це багаторічні або однорічні трави. Може бути кілька чи багато розгалужених стебел, які можуть бути без волосків або з м’якими шовковистими волосками. Листя можуть бути зібрані в розетку біля основи стебла або розташовуватися по черзі вздовж стебла. Прилистки відсутні. Листова пластинка проста, але може бути лопатевою або перисторозсіченою. Краї листків можуть бути цілісними або зубчастими. Суцвіття — квіткові голови, які перебувають у верхній частині стебла або на протилежних листках і можуть мати квітконоси або бути сидячими, тоді як кожна квіткова головка може бути окремою або в суцвітті. Кожна окрема квіткова головка оточена обгорткою, що складається з одного або двох рядів приквітків, які часто схожі на листки і зазвичай не зливаються. Кожна квіткова головка може містити кілька або більше ста двостатевих чи одностатевих, зірко-симетричних або дзеркально-симетричних квіток. Пелюстки зрощені, утворюючи воронкоподібний або іноді циліндричний віночок, який у верхній частині розділений на чотири-шість часток. Чотири-п'ять тичинок чергуються з частками віночка. Тичинкові нитки несуть нектарники. Плід — сім'янка зі стійкою чашечкою, яка може складатися з шипів, містить одне насіння, яке лише оточене тонким околоплодником і має м'ясистий ендосперм.

## Роди
Acicarpha Juss.
Anachoretes S.Denham & Pozner
Asynthema S.Denham & Pozner
Boopis Juss.
Calycera Cav.
Gamocarpha DC.
Leucocera Turcz.
Moschopsis Phil.